# Krzysztof Wróblewski
Krzysztof Wróblewski (ur. 22 sierpnia 1962 w Przasnyszu) − polski malarz, profesor dr hab. sztuk plastycznych, nauczyciel akademicki.

## Życiorys
Ukończył Państwowe Liceum Sztuk Plastycznych w Nałęczowie (1982). W latach 1982–1987 studiował na Wydziale Malarstwa i Grafiki w Akademii Sztuk Pięknych w Gdańsku, dyplom uzyskał w pracowni Kazimierza Ostrowskiego (1987). W 1995 roku doktoryzował się na Akademii Sztuk Pięknych w Gdańsku (habilitacja w 2004 roku na Wydziale Malarstwa i Grafiki ASP w Gdańsku). Od 1989 roku pracuje w Katedrze Sztuk Wizualnych na Wydziale Architektury Politechniki Gdańskiej. Jest członkiem Rady Wydziału Architektury Politechniki Gdańskiej oraz profesorem nadzwyczajnym Politechniki Gdańskiej.
Zajmuje się malarstwem i fotografią, a od 1994 roku malarstwem monumentalnym w przestrzeni publicznej (m.in. prace na gdańskim Węźle Kliniczna i na gdańskiej Zaspie). W 1992 roku rozpoczął komponowanie symetrycznych obrazów składających z realistycznych i abstrakcyjnych powierzchni, gdzie zawsze połowę obrazu stanowią układy trójkątów. W latach 1995–2005 współtworzył galerię Koło w Gdańsku. Od 2000 roku realizuje projekt Obrzeża. Realizuje również rzeźby i obiekty przestrzenne. Wystawia od 1986 roku, od udziału w wystawie Ekspresja lat 80. w galerii BWA w Sopocie. Współpracuje z galerią Milano w Warszawie. Prace artysty znajdują się w zbiorach i kolekcjach prywatnych w kraju i za granicą, m.in.: w Australii, Austrii, Holandii, Kanadzie, Niemczech i Szwajcarii. W 2020 uzyskał tytuł profesora sztuk.

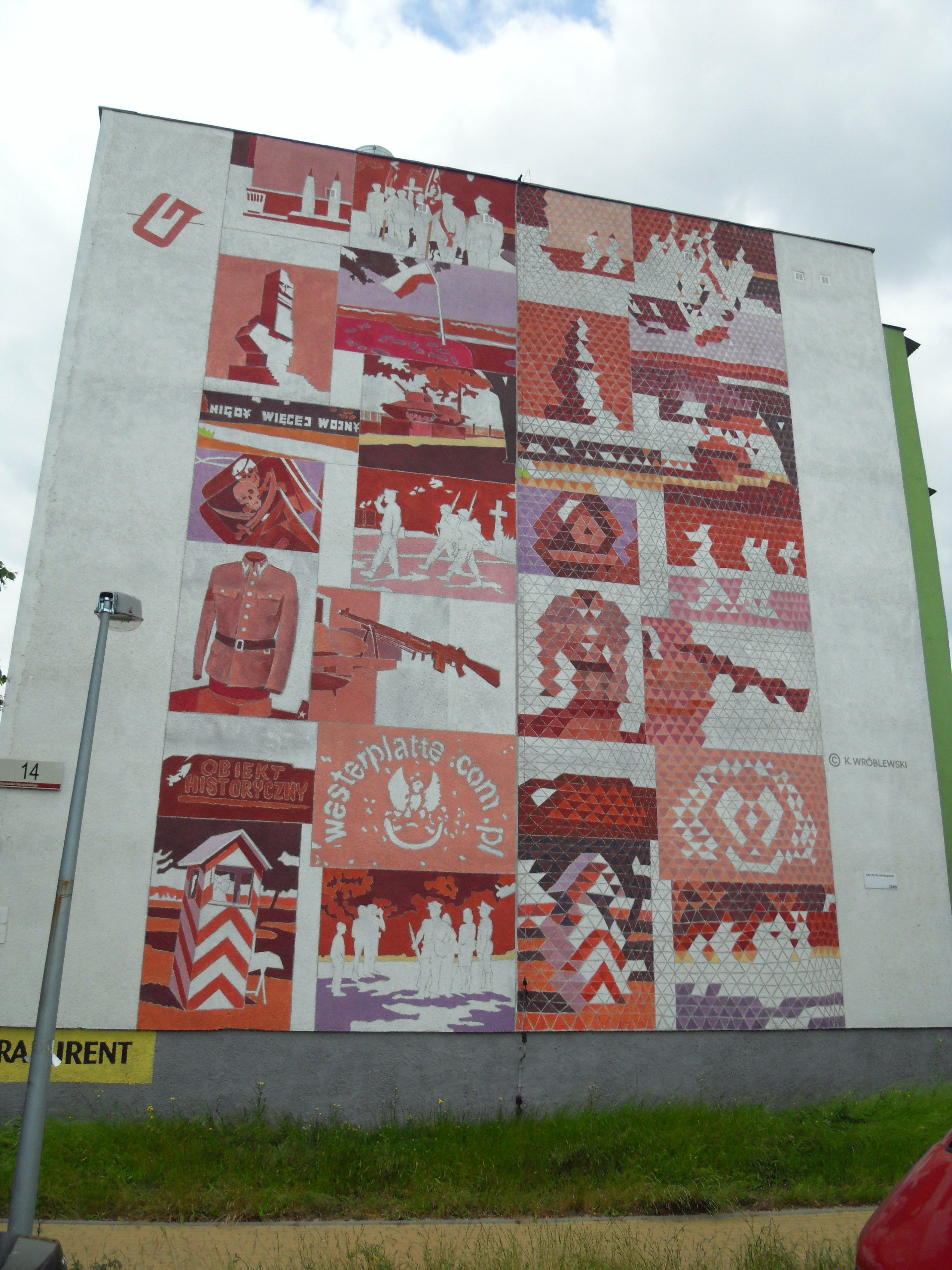
Malarstwo ścienne autorstwa Krzysztofa Wróblewskiego w gdańskiej dzielnicy Zaspa-Młyniec

## Odznaczenia, stypendia i nagrody
- 1988 – Roczne Stypendium Ministerstwa Kultury i Sztuki
- 1990 – Półroczne Stypendium Ministerstwa Kultury i Sztuki
- 1993 – Nagroda Indywidualna Rektora Politechniki Gdańskiej III stopnia za wyróżniającą się działalność dydaktyczną
- 1996 – Nagroda Indywidualna Rektora Politechniki Gdańskiej II stopnia za szczególne osiągnięcia w działalności naukowej
- 1997 – Wyróżnienie na Ogólnopolskiej Wystawie Malarstwa „Bielska Jesień”
- 1998 – Nagroda Indywidualna Rektora Politechniki Gdańskiej I stopnia za szczególne osiągnięcia w działalności naukowej
- 1998 – Nagroda Indywidualna Rektora Politechniki Gdańskiej III stopnia za wyróżniającą się działalność dydaktyczną
- 1999 – Wyróżnienie honorowe Galerii BWA Bydgoszcz przyznane w konkursie „Aqua Fons Vitae”
- 1999 – Nagroda Indywidualna Rektora Politechniki Gdańskiej II stopnia za szczególne osiągnięcia w działalności naukowej
- 2000 – Nagroda Indywidualna Rektora Politechniki Gdańskiej I stopnia za szczególne osiągnięcia w działalności naukowej
- 2000 – Nagroda Indywidualna Rektora Politechniki Gdańskiej II stopnia za wyróżniającą się działalność dydaktyczną
- 2001 – Nagroda Indywidualna Rektora Politechniki Gdańskiej II stopnia za szczególne osiągnięcia w działalności naukowej
- 2002 – Stypendium Marszałka Województwa Pomorskiego
- 2002 – Srebrny Krzyż Zasługi
- 2002 – Nagroda Indywidualna Rektora Politechniki Gdańskiej II stopnia za szczególne osiągnięcia w działalności naukowej
- 2004 – Stypendium Heimstiftung, Bremer Kunststipendium, Brema
- 2005 – Nagroda Indywidualna Rektora Politechniki Gdańskiej III stopnia za szczególne osiągnięcia w działalności naukowej
- 2007 – Nagroda Indywidualna Rektora Politechniki Gdańskiej II stopnia za szczególne osiągnięcia naukowe
- 2009 – Nagroda Indywidualna Rektora Politechniki Gdańskiej II stopnia za szczególne osiągnięcia naukowe
- 2010 – Nagroda Indywidualna Rektora Politechniki Gdańskiej I stopnia za szczególne osiągnięcia naukowe
- 2011 – Nagroda Indywidualna Rektora Politechniki Gdańskiej I stopnia za szczególne osiągnięcia naukowe
- 2012 – Medal Stanisława Ostoja-Kotkowskiego w kategorii Twórca Uznany
- 2012 – Nagroda Indywidualna Rektora Politechniki Gdańskiej I stopnia za szczególne osiągnięcia naukowe
- 2013 – Stypendium Gemeinnützigen, Lubeka, Niemcy[potrzebny przypis]
- 2013 – Nagroda Prezydenta Miasta Gdańska w Dziedzinie Kultury z okazji jubileuszu 25-lecia pracy artystycznej, a w szczególności za malarstwo monumentalne w przestrzeni publicznej[5]
- 2013 – Nagroda Indywidualna Rektora Politechniki Gdańskiej I stopnia za szczególne osiągnięcia naukowe w 2013 roku
- 2014 – Nagroda Indywidualna Rektora Politechniki Gdańskiej III stopnia za szczególne osiągnięcia naukowe w 2013 roku
- 2015 – Nagroda Indywidualna Rektora Politechniki Gdańskiej II stopnia za szczególne osiągnięcia naukowe w 2015 roku
- 2016 – Nagroda Indywidualna Rektora Politechniki Gdańskiej II stopnia za szczególne osiągnięcia w działalności naukowej
- 2017 – Nagroda Indywidualna Rektora Politechniki Gdańskiej II stopnia za szczególne osiągnięcia w działalności naukowej
- 2018 – Nagroda Indywidualna Rektora Politechniki Gdańskiej III stopnia za szczególne osiągnięcia w działalności naukowej
- 2019 – Nagroda Indywidualna Rektora Politechniki Gdańskiej I stopnia za szczególne osiągnięcia w działalności naukowej
- 2020 – Nagroda Prezydenta Miasta Gdańska w Dziedzinie Kultury z okazji jubileuszu 25-lecia Galerii Koło[5]
- 2021 – Nagroda Indywidualna Rektora Politechniki Gdańskiej I stopnia za uzyskanie tytułu naukowego profesora w 2020 roku

Źródło:.